# 150毫米C/28型艦炮 (榴彈炮架)
15 cm Schiffskanone C/28 in Mörserlafette (SK C/28 in Mrs Laf)，直譯為裝上榴彈炮架的15厘米C/28艦炮，是納粹德國陸軍在第二次世界大戰期間使用的重型榴彈炮。

## 歷史
在1941年，德國陸軍接收了八門150毫米C/28型艦炮。因當時原為Mrs 18重榴彈炮和17 cm K 18加農炮設計的炮架比該兩型火炮的生產數量還要多。因此，炮兵部門將該八門火炮改裝為可安裝在原有多出的炮架上，作為重型榴彈炮。同時，它們也被轉換成使用德國陸軍標準的撞擊引信。在巴巴羅薩行動中，陸軍第625炮兵營裝備了此型火炮。 後來因為火炮產量增加，多數火炮被17 cm炮管所取代。然而，在藍色行動中，仍有一個隸屬767炮兵營的炮台裝備了此型火炮。而直至1943年7月庫爾斯克會戰的前期，該炮台則繼續裝備此型火炮。